# Eleições gerais na Serra Leoa em 1973
As eleições gerais na Serra Leoa de 1973 foram realizadas em 15 de maio daquele ano no país. O resultado consistiu na vitória do Congresso de Todo o Povo, que conquistou 84 dos 85 assentos eleitos. No entanto, o principal partido de oposição, o Partido Popular de Serra Leoa, boicotou a eleição devido à violência e alegações de irregularidades, e a maioria dos candidatos do Congresso de Todo o Povo foram eleitos sem oposição.
Com o boicote do Partido Popular da Serra Leoa, o único candidato eleito não pertencente ao partido Congresso de Todo o Povo era independente. Posteriormente, filiou-se ao Congresso de Todo o Povo e recebeu o cargo de Ministro das Relações Exteriores.